# Kompas
Et kompas er et måleinstrument, som kan fortælle retningen mod Jordens magnetiske nordpol, der ikke er det samme som den geografiske nordpol - det er en kendt misvisning.
Det er nyttigt at vide, når man skal navigere, da man ved at holde en fast kompaskurs kan bevæge sig i en lige linje.

## Magnetisk kompas
Et magnetisk kompas fungerer ved at måle Jordens magnetfelt. Det består af en magnet, der er hængt op, så den kan dreje uhindret rundt i det vandrette plan, (kompasrosen). På grund af magnetfeltet omkring Jorden vil magneten orientere sig med sin nord- og sydpol pegende mod Jordens modsatte magnetiske poler.

### Historisk
Kineserne menes at være de første, der opdagede, at magnetiske objekter har en evne til at vise absolutte retninger, og skabte de første kompasser, som de kaldte for "syd-visere". Dog blev disse kompasser primært brugt til spådomskunst frem for til navigationsformål.

### Magnetkompassets fejl
Et magnetisk kompas peger ikke direkte mod den geografiske nordpol pga. følgende fejl, der nogle gange kaldes for kompassets misvisning:
- Magnetisk deklination skyldes, at jordens nordlige magnetpol ikke er sammenfaldende med Jordens geografiske nordpol. Misvisning er vinkel-forskellen mellem retningen mod den geografiske og den magnetiske pol set fra et givet punkt. Misvisning er ens på alle kurser, men er forskellig på forskellige steder på Jorden og ændrer sig over tid pga. den igangværende polvending. Den nordlige magnetpol er p.t. beliggende i det nordvestlige Canada, men flytter sig hvert år nærmere Nordpolen. På et land- eller søkort kan man indtegne såkaldte isogoner, som er kurver, der forbinder punkter med samme deklination.
- Magnetisk inklination. Kompasnåle er almindeligvis indrettet til at dreje i det vandrette plan, men i praksis ligger den direkte retning til de magnetiske poler et stykke under horisonten; den såkaldte magnetiske inklination. Nålen vil forsøge at pege så direkte mod den magnetiske pol som muligt, men når nålen er inden for nogle få grader fra retningen til den magnetiske pol, trækker de magnetiske kræfter nålen nedad frem for til en af siderne: Med mindre nålens leje er helt frit for friktion, og kompasset ligger helt plant, kan nålen godt "finde hvile" et par grader ved siden af den "lige vej" til den magnetiske pol.
- Deviation. Deviation er den afvigelse, som kommer af "uvedkommende" magnetfelter (fra f.eks. jernobjekter eller strømførende ledninger i nærheden). Et jernskib har i sig selv et magnetfelt, som påvirker skibets kompas. Disse fejlkilder vil skabe en vis forskel mellem den retning, kompasset "siger" skal være nordlige magnetpol, og den reelle retning mod den nordlige magnetpol.

### Gør-det-selv-kompas
Det simpleste kompas er en kop vand med et lille blad. På bladet lægger man en nål, som man har gnedet med en magnet i retning af spidsen. Når man lægger nålen på bladet, drejer den langsomt med spidsen imod nord.

## Solkompas
Ifølge visse forskere brugte vikingerne et såkaldt solkompas. Et kompas af denne type er forsøgt rekonstrueret ud fra et enkelt arkæologisk fragment fundet på Grønland. Rekonstruktionen består af en retningsinddelt skive, en skyggepind og en kurve, der viser skyggens gang på forskellige breddegrader. Kurven bliver afsat på skiven ved at tegne skyggens vandring over året på land. Når man holder solkompasset lodret og drejer det, til skyggepinden rammer skyggekurven, kan man aflæse verdenshjørnernes retning på den retningsinddelte skive.

## Fluxgatekompas
Fluxgatekompasset består af en massiv elektronisk sensor, som måler jordens magnetiske felt direkte. Traditionelle kompasproblemer som svingning og træghed er elimineret. Føleelementetet er frit for magneter, roterende kompasroser og ædelstenslejer. Fluxgatekompasset er populært i mindre skibe, men kræver en pålidelig strømforsyning. Uden elektrisk strøm intet kompas.

## Gyrokompas
I gyrokompasset udnytter man gyroens egenskaber, aksestivhed og præcision sammen med Jordens rotation og tyngdekraft. En gyro er et roterende omdrejningslegeme. Ophænges gyroen kardansk, så den kan svinge i alle retninger, og forsynes den med et lod, der får det til at søge at holde aksen vandret, vil den på grund af jordens rotation indstille sig med aksen nord-syd. Gyrokompasset er afhængigt af elektrisk strøm til motoren, der driver gyroen, og til følgesystemet. Når gyroen startes, går der nogle timer, den såkaldte indsvingningsperiode, før aksen er i nord-syd retning. Gyroen er også påvirket af den såkaldte breddefejl, en lille fejl, der er nul ved Ækvator og stiger med højere bredde. På Nordpolen vil gyrokompasset ikke virke. Endvidere har gyrokompasset en lille fartfejl, der stiger med skibets eller flyets fart og en accelerationsfejl, der får gyroen til at svinge væk fra nord-syd, når skibet eller flyet foretager hurtige accelerationer.

## Satellitkompas
Satellitkompasset er et instrument, der viser retninger ved hjælp af signaler sendt fra satellitter i GPS-navigationssystemet. Kompasset er billigt i forhold til gyrokompasset og mindst lige så nøjagtigt. Kompasset kan levere kompasinformation til andre instrumenter som radar, ECDIS, pejlekompas osv. Kompasset virker kun, så længe det modtager signaler fra satellitterne. Det kan derfor falde ud, når skibet f.eks. sejler under en bro eller sejler i en fjord med høje fjeldsider. Satellitsignalerne leveres gratis af USA, som imidlertid forbeholder sig ret til at ændre signalerne i en krigssituation, så signalerne ikke kan benyttes af modparten.